# عيسى صقر
عيسى صقر الخلف ، (1940 - 2003) هو نحات ورسام زيتى وأول فنان كويتى منح التفرغ الفنى في الكويت يلقب بشيخ النحاتين تلقى تعليمه الفنى في كلية الفنون الجميلة بالقاهرة ، ومنح عدة جواز منها جائزة الأقصر وتقديرا لعطاءه الفنى ، وقد سميت جائزة مهرجان القرين للفون التشكيلية باسمه تقديرا وعرفانا لما قدمه من أعمال فنيه ومنحوتات رائعه للفن التشكيلى الكويتى.

## حياته
ولد عيسى صقر عبد الله الخلف في مدينة الكويت من عام 1940 ، ودرس الفن في كلية الفنون الجميلة بالقاهرة عام 1963 – 1966 ، وتميز في عمل التماثيل لمواد البرونز، والخزف، والخشب، والجبس. كما أنه أنجز كثير من اللوحات الزيتية والمائية، ولديه كثير من الأعمال في مختلف بلدان العالم ، ومتاحفه.

## مشاركاته الفنية
- اشترك في معرض صالون القاهرة أثناء الدراسة 63 – 64.
- شارك في معارض رابطة اتحاد الطلبة بالقاهرة 62 – 66.
- أقام معرضين شخصيين 67 – 76.
- شارك في أكثر من 150 معرضاً في الداخل والخارج.
- شارك وحضر مؤتمر النحاتين في كندا 1978م.
- شارك وحضر مؤتمر النحاتين في مدينة زارت بإسبانيا.
- شارك ورافق في معرض الأسبوع الإعلامي في جمهورية مصر العربية 1989م، بمناسبة زيارة أمير البلاد لمصر.
- شارك في بينالي القاهرة الدولي للفنون 1988م.
- شارك ورافق في بينالي الخزف الدولي الأول بالقاهرة 1994م.
- شارك ورافق معرض المجلس الوطني في بينالي الشارقة الثاني عام 1995.

## جوائزه
- جائزة الشراع الذهبي من معرض الكويت للفنانين التشكيليين العرب عام 1975م
- جائزة تقديرية في بينالي الشارقة 1995م
- جائزة الأقصر الدراسية من جمهورية مصر 1966م

## المناصب
- عضو مؤسس في الجمعية الكويتية للفنون التشكيلية 1967.
- عضو في تجمع الإبداع الحر.
- عضو في أصدقاء الفن لدول مجلس التعاون الخليجي.
- فنان متفرغ بالمرسم الحر التشكيلي.

## وفاته
تُوفي أثناء تلقيه العلاج في الولايات المتحدة الأمريكية بسبب مرض السرطان.